# Pinacosterna mechowi
Pinacosterna mechowi là một loài bọ cánh cứng trong họ Cerambycidae.